# Marie Madeleine Duchapt
Marie Madeleine Duchapt (fallecida después de 1761), fue una mercader de moda francesa famosa, (Marchante de modas). Activa durante las décadas de 1730 a 1760, sucedió a Françoise Leclerc como la marchante de modas más de moda en París, y ha sido referida como la primera modista famosa y célebre en el negocio de la moda parisina y predecesora de Rose Bertin.

## Vida
Marie Madeleine Duchapt ha sido referida como Madame Duchapt, Mademoiselle Duchapt y finalmente, cuando se hizo más famosa, tan solo 'La Duchapt'. Según los informes, estaba casada con el mercero Martin Arnaud Loysant, un fondo común para una marchante de moda, que a menudo eran esposas de merceros. En su época, aun así, no era inusual para mujeres casadas no nobles titularse "mademoiselle" incluso aunque estuvieran casadas, porque el título de  "madame' fue un título prestigioso hasta los tiempos de la Revolución Francesa.  

### Carrera
Fue la directora de la tienda de moda más famosa de París, Chande des modes, y su fama era suficiente para ser conocida sencillamente como "La Duchapt".
Comenzó a destacar en 1734, cuando empezó a hacerse notar en su profesión por recibir grandes pedidos de mujeres de la nobleza y empezar a convertirse en seria competidora de Françoise Leclerc, la modista oficial de la reina, a la que parece haber suplantado como figura principal del comercio textil unos años más tarde. 
Durante el periodo de 1740 a 1770, el modelo de vestido básico permaneció igual y era confeccionado por una modista o un sastre, pero la moda se expresaba en los periódicos cambios en el corte, sombreros y accesorios, lo cual fue una razón por la que mercaderes de moda como Duchapt, cuyo negocio eran los accesorios, adquirieran tal influencia en el mundo de la moda. Mientras el gremio de mercaderes de moda o marchantes de modas, no fue creado antes de 1776, la profesión como tal existía al menos desde medio siglo antes, y se asentó después del éxito de representantes de la profesión como Duchapt. 
Tenía clientes entre la aristocracia parisina así como entre las damas de la corte real de Versalles. Charles Philippe d'Albert de Luynes anotó que Duchapt hizo un viaje de estudio con su clienta, la amante del rey Louise Julie de Mailly, a España en 1739 para vestir a Mailly para la próxima boda real franco-española.
Es todavía mencionada como famosa en 1756, y aparece en los registros como activa en 1761. Por entonces rivalizaba con Mademoiselle Alexandre, que la había sucedido como la mercader de moda principal de París desde 1772, cuando Duchapt es mencionada como una antigua celebridad. Muchos diseñadores de moda parisinos fueron durante mucho tiempo desfavorablemente comparados con ella.

## Legado
Marie Madeleine Duchapt es mencionada en cartas contemporáneas, memorias y novelas. 
Voltaire se refirió a su fama en una carta a Madame du Deffand de 1752 como una ilustración de la superficialidad de la época de Luis XV en contraste con la de Luis XIV.
Jean-Jacques Rousseau menciona en sus memorias a su tienda como un sitio popular para aquellos que desean conocer París, y señaló que muchos hombres visitaban su establecimiento para hablar con sus dependientas.
Es retratada en una novela contemporánea, La Sainte Nitouche, ou Histoire galante de la Tourière des Carmélites, suivie de l'histoire de La Duchapt, célèbre marchand de modes (Londres, 1748; rev. ed. París, 1830)